# Lower Red Lake (Minnesota)
Lower Red Lake es un territorio no organizado ubicado en el condado de Beltrami en el estado estadounidense de Minnesota. En el Censo de 2010 tenía una población de 5790 habitantes y una densidad poblacional de 5,33 personas por km².

## Geografía
Lower Red Lake se encuentra ubicado en las coordenadas 47°52′44″N 94°59′12″O / 47.87889, -94.98667. Según la Oficina del Censo de los Estados Unidos, Lower Red Lake tiene una superficie total de 1086.29 km², de la cual 364.65 km² corresponden a tierra firme y (66.43%) 721.63 km² es agua.

## Demografía
Según el censo de 2010, había 5790 personas residiendo en Lower Red Lake. La densidad de población era de 5,33 hab./km². De los 5790 habitantes, Lower Red Lake estaba compuesto por el 0.98% blancos, el 0.16% eran afroamericanos, el 97.58% eran amerindios, el 0.05% eran asiáticos, el 0% eran isleños del Pacífico, el 0.12% eran de otras razas y el 1.11% pertenecían a dos o más razas. Del total de la población el 1.35% eran hispanos o latinos de cualquier raza.